# مهرجان جوادالاخارا السينمائي الدولي
يعد مهرجان جوادالاخارا السينمائي الدولي من أهم العروض السينمائية بأمريكا اللاتينية. ويضم المهرجان العديد من مدعوي الشرف من مختلف آنحاء العالم، وهذا ما يجعله ذو أهمية على المستوى الأقليمي والعالمي.
هذا الحدث هو حدث ثقافي بالغ الأهمية للمدينة وللدولة بأسرها، وليس فقط لنشر وعرض وتوزيع السينما المكسيكية والأيبروأمريكية، لكن أيضًا لكونه ساحة عامة لتكوين وإنشاء تبادل خلاّق بين المحترفين والنقاد السينمائيين العالميين وطلاب البلدان الأيبروأمريكية.

## نبذة تاريخية
نشأ مهرجان جوادالاخارا السينمائي الدولي كعرض للسينما المكسيكية في جوادالاخارا في العاشر من مارس عام 1986 من قبَل جامعة جوادالاخارا، بالتعاون والتنسيق مع الدراسات السينمائية والمعهد السينمائي المكسيكي ومكتب العلاقات الخارجية ومدارس سينمائية عديدة مثل مركز التدريب السينمائي والمركز الجامعي للدراما السينمائية.
وقد أقيمت النسخة الأولى من عرض الأفلام في سينما مسرح كابانياس والمتحف الإقليمي بجوادالاخارا.
ظل المهرجان قائماً حتى نسخته السادسة عشر في عام 2001 عندما أخذ شكل المهرجانات السينمائية تحت مسمى مهرجان أفلام جوادالاخارا، محولاً إياه إلى مهرجان دولي في العام التالي بنسخته السابعة عشر تحت اسمه الحقيقي مهرجان جوادالاخارا السينمائي الدولي.

## لجنة الإشراف
لجنة إشراف مهرجان جوادالاخارا السينمائي الدولي هي عبارة عن رابطة مدنية تم إنشاءها عام 1995 بهدف توفير الموارد لتحقيق مشاريع المهرجان.
ويعد ذلك الكيان مسئول أيضاً عن تنفيذ كل العقود والاتفاقيات والمشاريع التي لها علاقة بالمهرجان. ويدير المهرجان مجلس إدارة يمثله رئيس والقائم بدوره المحاضر (راوؤل بادييا لوبيث). وتضم لجنة الإشراف 14 مؤسسة و17 مؤسس.

## لجنة التنظيم
تتكون لجنة التنظيم من دمج كل من لجنة التنظيم ورئاسة الإشراف والإدارة العامة وإدارة العمليات وإدارة المناسبات والتواصل الاجتماعي والإدارة البرمجية والإدارة الصناعية والسوق ومواهب جوادالاخارا ومعمل الوثائق وجائزة ماجواي والمتعاونين.

## مختارات رسمية
يقوم مهرجان جوادالاخارا سنوياً باختيار 41 مشروع لفئات الأفلام الروائية الطويلة. وفي تلك الحالة، يتم عرض فيلم إيبروأميركي روائي طويل و10 أفلام مكسيكية لجائزة ميثكال و15 فيلم لجائزة ماجواي.
أما عن الأفلام الروائية القصيرة، فيتم قبول ما بين 45 و60 فيلم يتم توافقهم مع 6 برامج محددة تستمر لمدة تتراوح بين 90 و120 دقيقة لعرضها على الشاشة.
- فئة الفيلم الروائي.
- فيلم إيبروأميركي خيالي طويل.
- أفضل وثائقي إيبروأميركي.
- جائزة ميثكال.
- أفلام إيبروأميركية قصيرة.
- جائزة ماجواي.

## لائحة الجوائز
قائمة بالجوائز الرسمية التي يتم منحها بالمهرجان:
فيلم إيبروأميركي روائي خيالي.
- أفضل فيلم.
- أفضل إخراج.
- أفضل سيناريو.
- أفضل تصوير.
- أفضل ممثل.
- أفضل ممثلة.
- أفضل عمل افتتاحي.
- جائزة هيئة الحكام المميزة.

- فئة (وثائقي إيبروأمريكي)

- أفضل فيلم وثائقي إيبروأمريكي.
- جائزة هيئة الحكام المميزة.

- فئة (فيلم روائي قصير)

- أفضل فيلم روائي قصير.
- أفضل فيلم قصير للرسوم المتحركة.

- جائزة ميثكال

- أفضل فيلم مكسيكي قصير.

- جائزة ماجواي

- أفضل فيلم

## مناسبات أخرى للمهرجان

### صناعة جوادالاخارا
صناعة جوادالاخارا هي نقطة الالتقاء بين الصناعة الإيبروأمريكية والعالم، حيث في هذا المكان يتم توارد التفاوضات التجارية والمشاريع الناشئة بين السينمائيين ذوي الباع الطويل والذين بدأو مهنتهم حديثاً والشركات الكبرى والمنتجين والممولين وممثلين من جميع الأنحاء، لكي يدمجوا عجلة الإنتاج السينمائي.
وتضم مساحة الصناعة بجوادالاخارا الفئات التالية:

### منتجي نيويورك
حيث تعاون مهرجان جوادالاخارا السينمائي الدولي مع مهرجان كان في نسخته ال29 عام 2014.

### ملتقى التعاون
يعتبر ملتقى التعاون جسر لكي تستطيع السينما المكسيكية وثائقي الإيبروأمريكية أن يكون لها رؤية على المستوى العالمي، ويتم تقديم ما بين 25 و30 مشروع في طور النمو إلى منتجين مشتركين بقوة معتمدة من المهرجان لكي يكملوا عملية التطوير.
ومن المشاريع التي لاقت نجاحاً:
- قلب الزمن لألبرتو كورتيس.
- كوتشوتشي لإزرائيل كارديناس ولاورا إميليا جوثمان.
- تراب لخوليو إيرنانديث.
- طفولة سرية لبينخامين أفيييا.
- الحمار الوحشي لخوسيه فيرناندو ليون.

## سوق السينما
يعد سوق السينما مساحة عرض حديثة وسهلة الوصول، حيث يقدم كل سمات الرفاهية حتى يتمكنوا من عقد الاجتماعات. ويضم المكان أيضاً جميع أنواع الشركات والمؤسسات مع أحدث ما توصلت إليه التكنولوجيا وآخر المستجدات.
وتتكون المنشآت من:
- منطقة عرض للصناعة السمع بصرية.
- مكتبة فيديو مع أحدث الإنتاجات الإيبروأمريكية.
- مكان انعقاد الاجتماعات.
- وحدات عرض.
- خزانة مراسلات.

## البرامج الصناعية
يوجد أربعة برامج مدفوعة من قبَل المهرجان بهدف إبقاء صناعة السينما حيّة 
- مبادئ الفيلم: رفع المبيعات للحقوق الأدبية لتوفيقها مع السينما.
- شورت أب: تعقد صناعة جوادالاخارا مؤسسات مختلفة ومدارس للسينما ومهرجانات، لكي تقدم في الفئات غير المنافسة في الأفلام القصيرة لمنفذين يتسموا بالرقي بهدف جلب مشترين ومبرمجين مختصين بهذا المجال.
- فن الصناعة:
- جوادالاخارا تنشئ: يعتبر هذا القطاع إعلان عن منحة، لكي يتلاقى ستة أفلام إيبروأمريكية وثائقية خيالية طويلة في مرحلة ما بعد الإنتاج لكي يتحقق الدعم ولكي يتمكنوا من الانتهاء منها وافتتاحها تجارياً. والأفلام التي تم اختيارها سوف يتم عرضها أمام هيئة ممثلين من شركات مختلفة لإمكانية المساعدة في إنهاء المشاريع وتوزيعها، علاوةً على ذلك، سوف يتمكن ممثلي الأفلام من عرض أعمالهم في جو من الاحترافية، وأمام مجموعة مختارة من محترفي صناعة السينما وعملاء مبيعات وشركات خدمية ومعونات للمساعدة ومبرمجين من مهرجانات سينمائية أخرى.
- صناعة شاملة: يتكون هذا العمل المبتكر بالمهرجان من تنمية النشاطات والأماكن التي تحوي الاشخاص من ذوى الإعاقة والذين لديهم حساسية تجاه المجتمع في هذا الشأن، وبفضل برنامج الوظائف سهلة الوصول، وتحت شعار كلنا نصنع تطبق صناعة جوادالاخارا نموذجاً مكرراً للسينما بدون تمييز.

## التكوين
- مواهب جوادالاخارا: هو مركز نشاطات لإتقان وتعليم الفنون السينمائية لطلاب المراحل المتقدمة في مجال السمعيات والبصريات والسينمائيين الناشئين الوافدين من المكسيك وأمريكا الوسطى ومنطقة الكاريب، ويتم التركيز باحترافية وإبداع على التمثيل والإخراج الفوتوغرافي والتصميم الصوتي والنشر وكتابة السيناريو والإنتاج.

وبنفس الطريقة يتم توجيهها إلى الصحفيين ومختصي التواصل الذين يريدوا أن يتخصصوا في النقد السينمائي، ويوجد منصة لتكوين روابط وتبادلات خلاّقة بينهم وبين محترفي صناعة الأفلام الدولية بهدف رفع الإنتاجات السينمائية المتميزة.
- معمل وثائق جوادالاخارا: يعد المعمل حيزاً للتفاعل وتبادل الخبرات بين الشباب حول إنتاج السمعيات والبصريات الوثائقية، وخبرات السينمائيين ذوي الباع الطويل على مستوى عالمي في تحليل وتنمية واكتشاف وممارسة سرد اللغة المسموعة والمرئية الوثائقية، حيث تتطوع لجنة مستشارين لمساعدة الشباب كي يستطيعوا إنهاء أفلامهم. ويكتمل المعمل ذو التخصص الوثائقي بأنشطة مثل: صفوف الماجستير وطاولة الحوارات وورش ومشاريع متخصصة.
- ورش فنية مع محترفي الفن السينمائي.